# Urophora maura
Urophora maura är en tvåvingeart som först beskrevs av Georg von Frauenfeld 1857.  Urophora maura ingår i släktet Urophora och familjen borrflugor. Inga underarter finns listade i Catalogue of Life.